# Mamady Sidibe
Mamady Sidibé (ur. 18 grudnia 1979 w Bamako) – malijski piłkarz, występujący na pozycji napastnika.

## Kariera klubowa
Sidibe urodził się w Mali, ale jako dziecko emigrował z rodzicami do Francji. Karierę rozpoczynał w amatorskim klubie CA Paris-Charenton. 25 sierpnia 2001 podpisał kontrakt z walijskim Swansea City. Rozegrał tam 31 spotkań i zdobył w nich siedem bramek.
Latem 2002 przeszedł do angielskiego drugoligowca Gillingham. Regularnie grywał tam w wyjściowej jedenastce. W pierwszym sezonie zajął z tą drużyną jedenaste miejsce w lidze. Rok później uplasowali się na dwudziestej pierwszej pozycji, a w 2005 po zajęciu dwudziestego drugiego miejsca spadli do Football League One. Wtedy Sidibe postanowił nie przedłużać kontraktu z klubem i odejść do Stoke City. Tym samym stał się jednym z dwóch napastników w ekipie Garncarzy. Już na początku rozgrywek wygrał rywalizację o miejsce w składzie z Bruce Dyerem. Później do partnerstwa w ataku dla Sidibe, został sprowadzony Sambégou Bangoura.
W sezonie 2007/08 wraz ze Stoke wywalczył awans do ekstraklasy. Debiut w Premier League zaliczył 16 sierpnia 2008, w przegranym 1-3 pojedynku z Boltonem Wanderers, a pierwszego gola strzelił tydzień później, w wygranym 3-2 spotkaniu przeciwko Aston Villi. Ze Stoke był wypożyczany do Sheffield Wednesday i Tranmere Rovers. W sezonie 2013/2014 grał w CSKA Sofia.
| Sezon   | Klub                | Kraj     | Rozgrywki                    | Mecze | Bramki |
| ------- | ------------------- | -------- | ---------------------------- | ----- | ------ |
| 2001/02 | Swansea City        | Walia    | League One                   | 31    | 7      |
| 2002/03 | Gillingham          | Anglia   | Football League Championship | 30    | 3      |
| 2003/04 | Gillingham          | Anglia   | Football League Championship | 41    | 5      |
| 2004/05 | Gillingham          | Anglia   | Football League Championship | 35    | 2      |
| 2005/06 | Stoke City          | Anglia   | Football League Championship | 42    | 6      |
| 2006/07 | Stoke City          | Anglia   | Football League Championship | 43    | 9      |
| 2007/08 | Stoke City          | Anglia   | Football League Championship | 35    | 4      |
| 2008/09 | Stoke City          | Anglia   | Premier League               | 22    | 3      |
| 2009/10 | Stoke City          | Anglia   | Premier League               | 24    | 2      |
| 2010/11 | Stoke City          | Anglia   | Premier League               | 2     | 0      |
| 2011/12 | Stoke City          | Anglia   | Premier League               | 0     | 0      |
| 2012/13 | Sheffield Wednesday | Anglia   | Championship                 | 9     | 1      |
| 2012/13 | Tranmere Rovers     | Anglia   | League One                   | 10    | 0      |
| 2013/14 | CSKA Sofia          | Bułgaria | A PFG                        | 11    | 1      |

## Kariera reprezentacyjna
Sidibe w reprezentacji Mali zadebiutował w 2002 roku. Był uczestnikiem Pucharu Narodów Afryki w 2008 roku. W kadrze grał do 2008 roku. Rozegrał w niej osiem meczów i nie strzelił żadnej bramki.